# 希爾敦 (丹地)
希爾敦（英語：Hilltown）是位於蘇格蘭邓迪市中心北部的住宅區。

## 人口

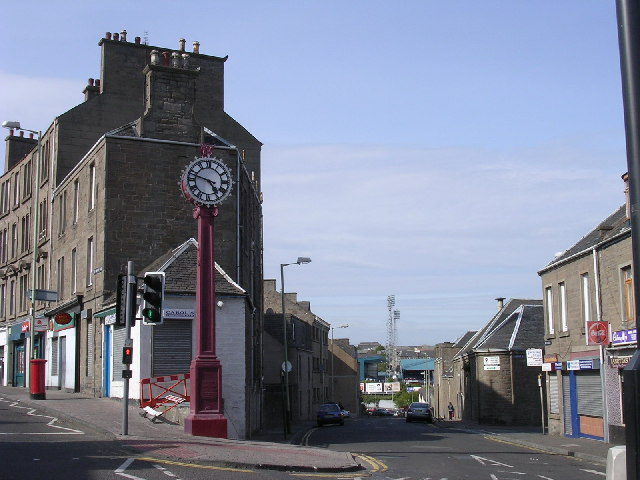

根據2001年人口普查，希爾敦人口為9,337人，到2011年只餘下6,408人，這是由於政府大量清拆建於六、七十年代的多層公共房屋。這區的住宅主要為三至四層的房屋，82%希爾敦住宅建築均屬這類公寓。人口族群為88%白人、8.5%亞裔、1.6%非裔及2%其它種族。